# Julie Lunde Hansen
Julie Lunde Hansen (19 marzo 1972) è un'ex sciatrice alpina norvegese.

## Biografia
Sciatrice originaria di Oslo, la Hansen debuttò in campo internazionale in occasione dei Mondiali juniores di Aleyska 1989; in Coppa del Mondo ottenne il primo piazzamento il 20 gennaio 1990 a Maribor in slalom gigante (10ª) e conquistò il primo podio il 14 marzo successivo a Klövsjö (2ª) nella medesima specialità. Sempre in slalom gigante ai Mondiali di Saalbach-Hinterglemm 1991, sua unica presenza iridata, fu 12ª e il 22 marzo successivo a Waterville Valley conquistò l'ultimo podio in Coppa del Mondo (3ª); ai Mondiali juniores di Geilo/Hemsedal 1991 vinse la medaglia d'oro nel supergigante. Prese per l'ultima volta il via in Coppa del Mondo l'8 gennaio 1995 a Haus in slalom gigante, senza completare la prova, e si ritirò durante quella stessa stagione 1994-1995: la sua ultima gara fu lo slalom gigante di Coppa Europa disputato il 25 gennaio a Bardonecchia, non completato dalla Hansen. Non prese parte a rassegne olimpiche.

## Palmarès

### Mondiali juniores
- 1 medaglia:
  - 1 oro (supergigante a Geilo/Hemsedal 1991)

### Coppa del Mondo
- Miglior piazzamento in classifica generale: 30ª nel 1991
- 3 podi:
  - 2 secondi posti
  - 1 terzo posto

### Campionati norvegesi
- 4 medaglie (dati dalla stagione 1988-1989):
  - 2 ori (supergigante, slalom gigante[1] nel 1991)
  - 1 argento (slalom gigante[senza fonte] nel 1990)
  - 1 bronzo (slalom gigante[senza fonte] nel 1989)